# Gymnophaps
Gymnophaps (também chamados de Pombo-montanhes) são quatro espécies de aves, pertencente à família Columbidae. Elas são encontradas em ilhas do leste da Indonésia e do oeste da Melanésia, onde habitam florestas montanas e colinas. São pombos de tamanho médio, com caudas e asas longas, medindo entre 33 e 38,5 cm de comprimento e pesando entre 259 e 385 g. Apresentam plumagem predominantemente cinza opaca, branca ou marrom-acinzentada, sendo sua característica mais marcante a pele vermelha brilhante ao redor dos olhos. Machos e fêmeas geralmente se parecem, embora os pombos-montanheses papuano e pálido apresentem leve dimorfismo sexual. Essas aves são muito sociáveis e normalmente são vistas em bandos de 10 a 40 indivíduos, embora algumas espécies possam formar grupos com mais de 100 aves. São geralmente silenciosas e produzem poucos sons vocais, exceto por um ruído distinto de "assobio" ao deixar seus poleiros de alta altitude para se alimentar pela manhã.
O gênero foi descrito originalmente pelo zoólogo italiano Tommaso Salvadori em 1874 e atualmente inclui as espécies papuano, seram, buru e pálido. Essas espécies são alopátricas (possuem populações geograficamente separadas) e formam uma única superespécie. Os pombos-montanheses são arborícolas (habitam árvores) e se alimentam de uma grande variedade de frutos, como figos e drupas, principalmente no dossel florestal. Os ninhos podem ser de dois tipos: uma depressão rasa no solo da floresta ou na grama baixa; ou uma plataforma de gravetos colocada a vários metros de altura em uma árvore. Cada ninhada consiste em um único ovo branco. Todas as quatro espécies são classificadas como de menor preocupação na Lista Vermelha da IUCN.
Este género contém as seguintes espécies:
- Gymnophaps albertisii
- Gymnophaps mada
- Gymnophaps solomonensis